# Amets Txurruka
Amets Txurruka Ansola (ur. 10 listopada 1982 w Etxebarria) – hiszpański kolarz szosowy, zawodnik profesjonalnej grupy UCI WorldTeams Orica-BikeExchange.
Bardzo dobrze radzi sobie przede wszystkim na górskich etapach. Największym sukcesem Baska jest zwycięstwo w klasyfikacji generalnej Vuelta a Asturias w 2013. Z dobrej strony pokazuje się również w wyścigach najwyższej kategorii World Tour, wygrywając klasyfikacje poboczne: najbardziej walecznego kolarza, górką czy sprinterską.

## Najważniejsze osiągnięcia
2006
- 5. miejsce w GP Industria & Artigianato-Larciano
- 9. miejsce w Euskal Bizikleta
- 9. miejsce w Vuelta a Asturias
- 9. miejsce w Clasica de Alcobendas

2007
- 23. miejsce w Tour de France
  -  1. miejsce w klasyfikacji aktywnych
- 6. miejsce Tour de Rioja

2011
- 7. miejsce w Klasika Primavera

2012
- 6. miejsce w Vuelta a Asturias

2013
- 1. miejsce w klasyfikacji górskiej Vuelta al País Vasco
- 1. miejsce w klasyfikacji sprinterskiej Vuelta al País Vasco
- 1. miejsce w Vuelta a Asturias
  - 1. miejsce na 1. etapie

2015
- 3. miejsce w Prueba Villafranca de Ordizia